# Nová Dedina
Nová Dedina (in ungherese Garamújfalu) è un comune della Slovacchia facente parte del distretto di Levice, nella regione di Nitra.